# La Trinité (Martinique)
La Trinité is een gemeente in Martinique en telt 12.025 inwoners in 2019. De oppervlakte bedraagt 45,77 km². Het ligt ongeveer 19 km ten noordoosten van de hoofdstad Fort-de-France.

## Geschiedenis
De parochie La Trinité was in 1658 gesticht. Het is een verwijzing naar de drie districten: Le Petit Brésil, La Citerne en La rue Paille. De forten Fort Sainte Catherine en La Batterie de la Caravelle werden gebouwd om de baai te beschermen tegen aanvallen van het Verenigd Koninkrijk. De haven van La Trinité was tot de 19e eeuw een strategische haven aan de Atlantische kust. In 1965 werd het een onderprefectuur.

## Geboren
- David Alerte (1984), Frans atleet
- Coralie Balmy (1987), Frans zwemster

## Galerij

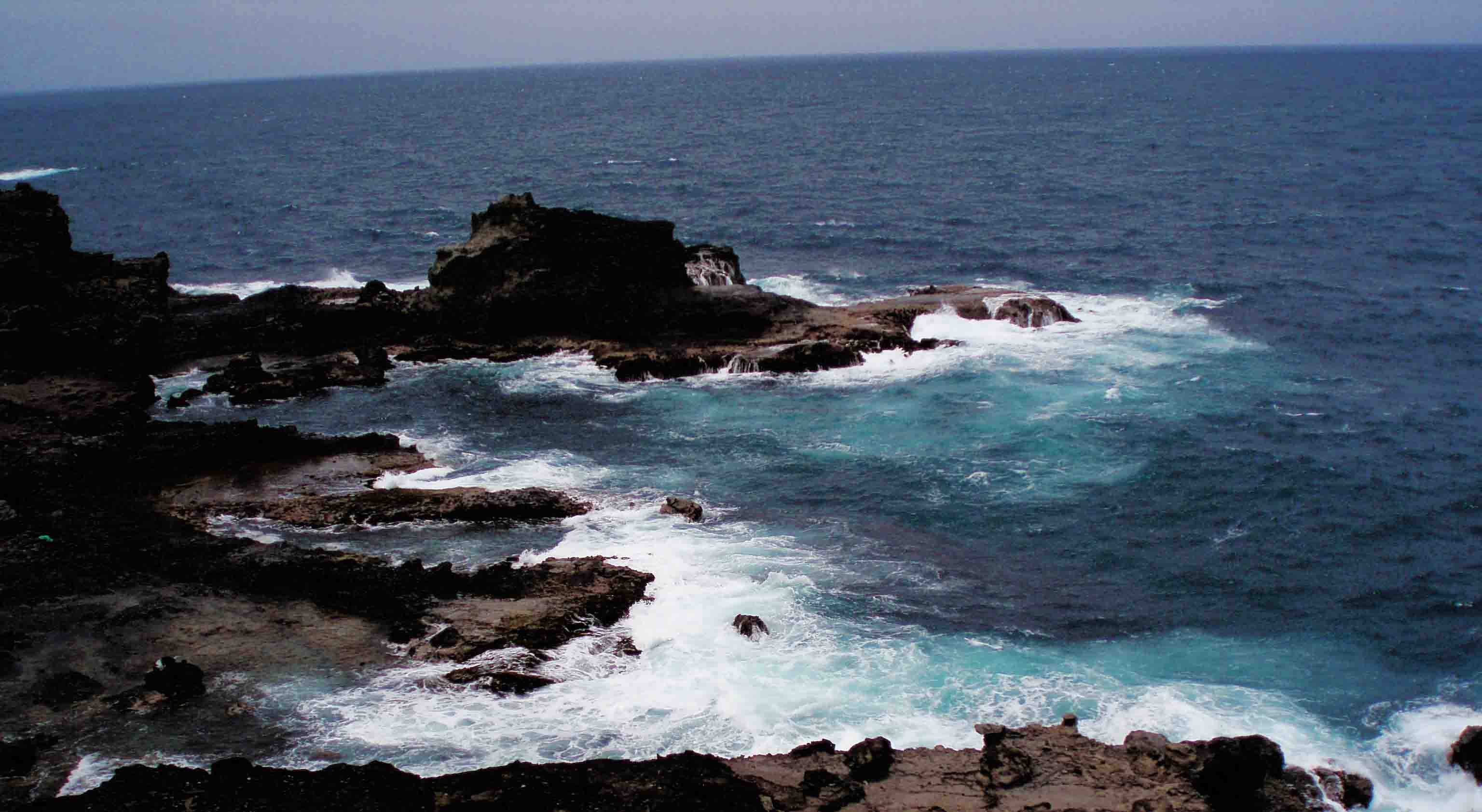
Schiereiland La Caravelle
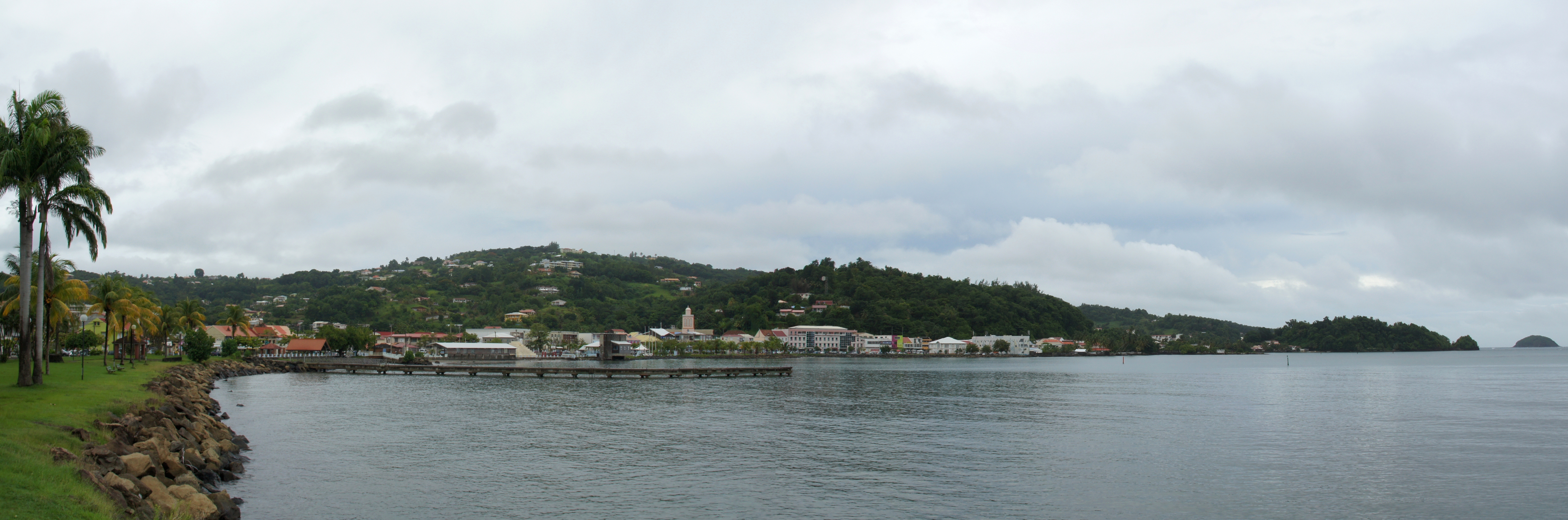
Panorama van La Trinité
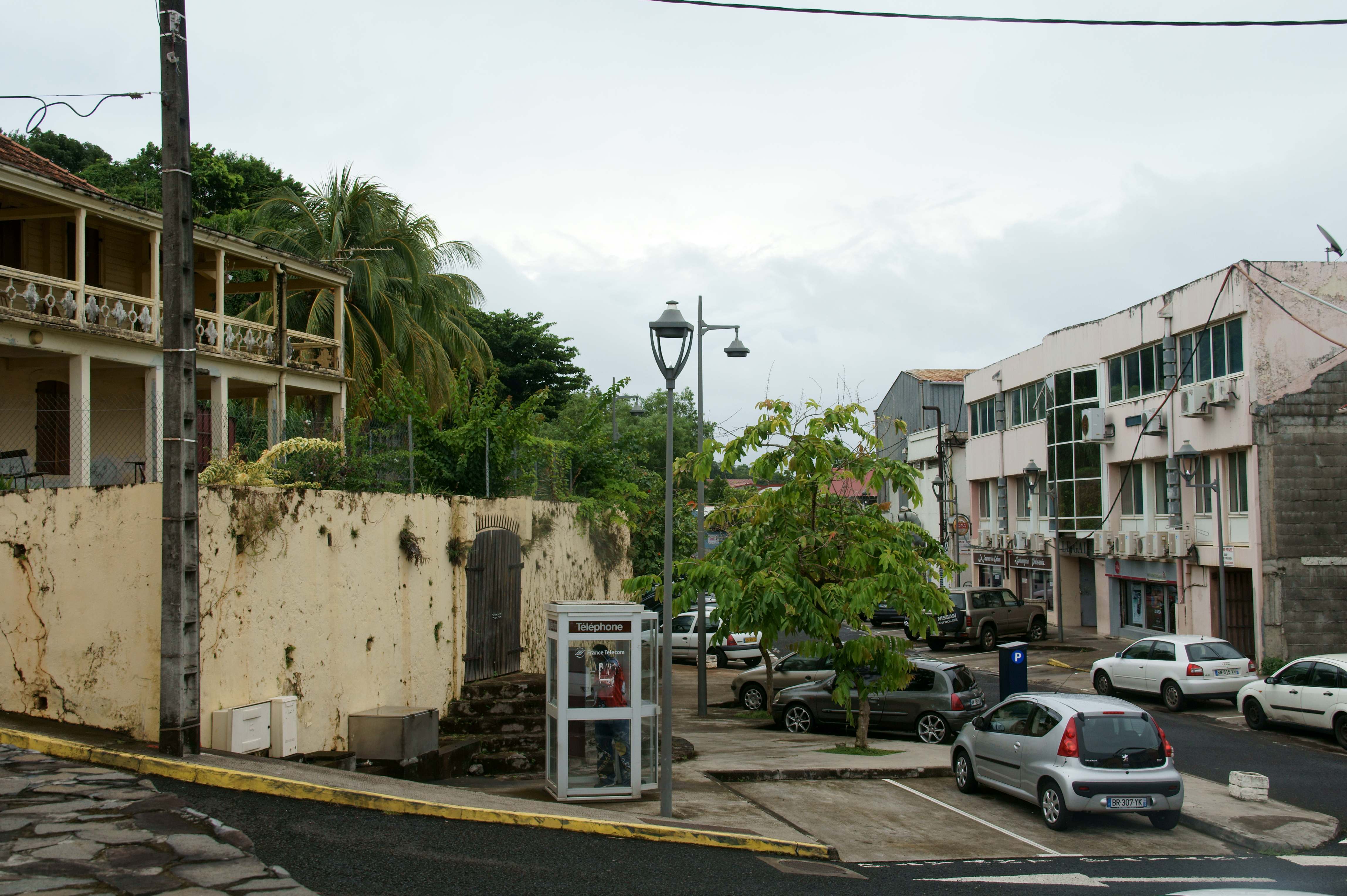
Straat in La Trinité
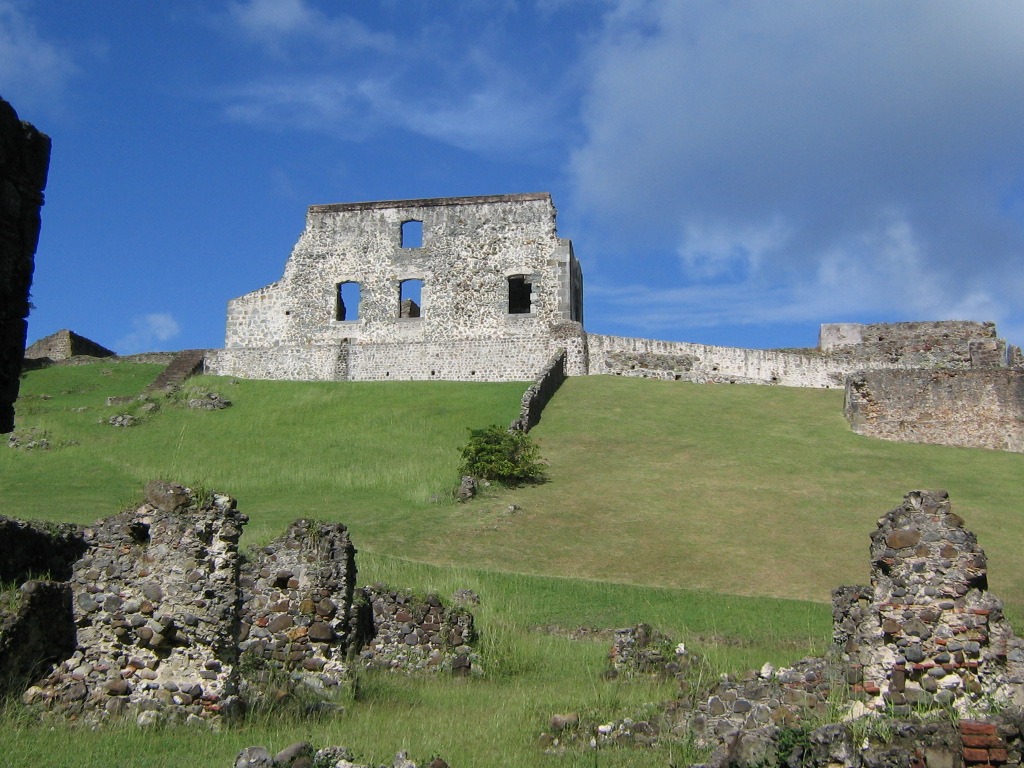
Ruïnes van Château Dubuc

- Bibliothèque nationale de France: cb13534744k (data)
- Library of Congress Control Number: n87886086
- MusicBrainz: c67a2ae1-5138-4899-a537-d6372f7e6481
- Nationale Bibliotheek van Israël: 987007562425505171
- Système universitaire de documentation: 067095984
- Virtual International Authority File: 148975452
- WorldCat: E39PBJbxyWb36p68FBChV4KmVC

L'Ajoupa-Bouillon · Les Anses-d'Arlet · 
Basse-Pointe · Bellefontaine · 
Le Carbet · Case-Pilote · 
Le Diamant · Ducos · 
Fonds-Saint-Denis · Fort-de-France · Le François · 
Grand'Rivière · Le Gros-Morne · 
Le Lamentin · Le Lorrain · 
Macouba · Le Marigot · Le Marin · Le Morne-Rouge · Le Morne-Vert · 
Le Prêcheur · 
Rivière-Pilote · Rivière-Salée · Le Robert · 
Saint-Esprit · Saint-Joseph · Saint-Pierre · Sainte-Anne · Sainte-Luce · Sainte-Marie · Schœlcher · 
La Trinité · Les Trois-Îlets · 
Le Vauclin